# Aarand Roos

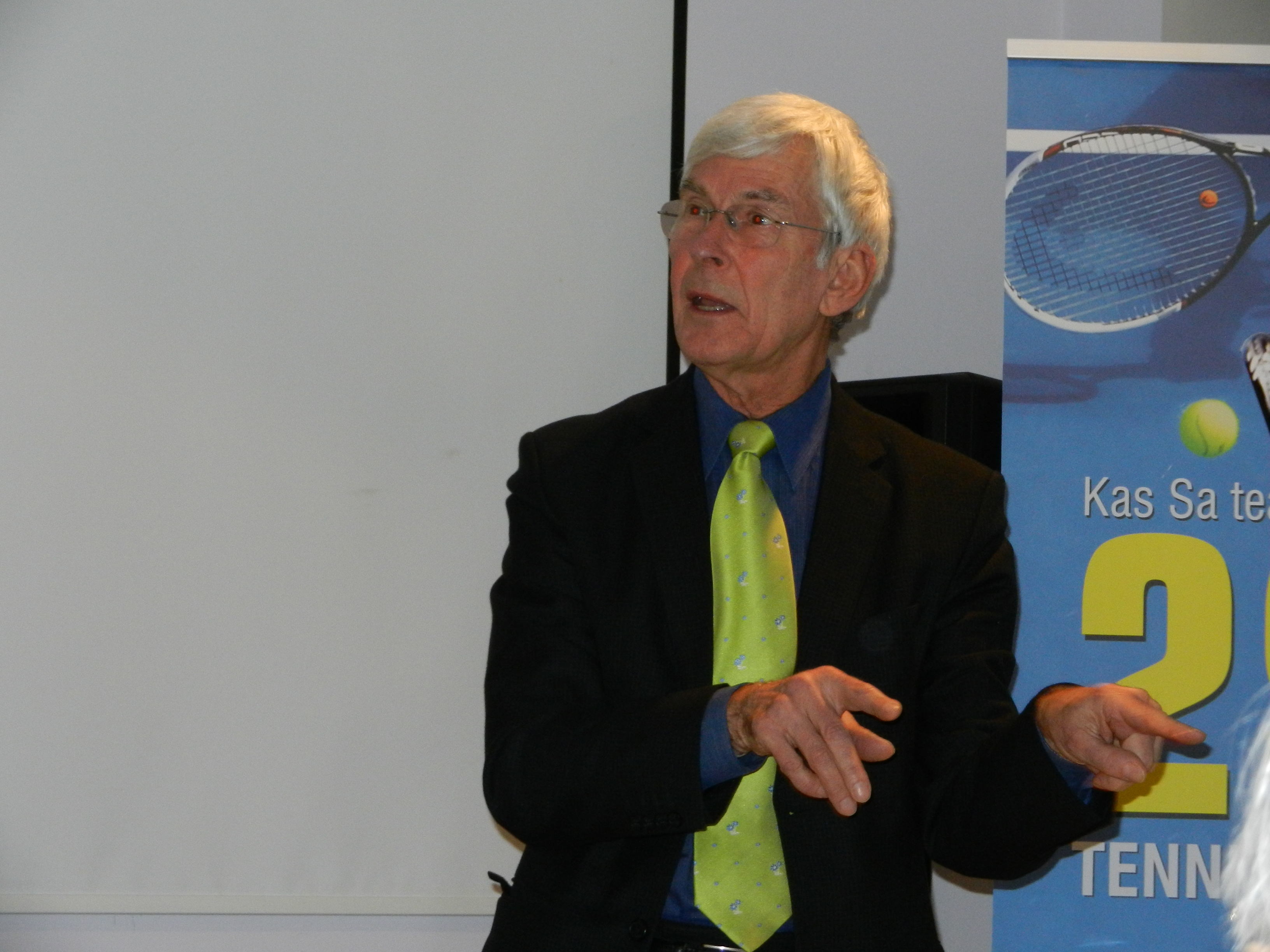
Aarand Roos, 2014

Aarand Roos (* 28. Mai 1940 in Tartu; † 9. August 2020) war ein estnischer Schriftsteller, Finnougrist und Diplomat.

## Leben
Roos verließ mit seinen Eltern zum Ende der deutschen Besetzung im Zweiten Weltkrieg Estland und gelangte nach Schweden, wo er seine Schulbildung genoss. 1965 schloss er das Estnische Gymnasium in Stockholm ab. Anschließend studierte er Finnougristik, Turkologie und Phonetik an den Universitäten von Lund, Uppsala, Helsinki, Jyväskylä und Szeged. 1980 wurde er an der Universität Lund mit einer Arbeit über sprachliche Interferenz zum Dr. phil. promoviert.
Von 1980 bis 1982 arbeitete Roos an der Universität Lund, danach war er von 1982 bis 1995 estnischer Konsul in den USA mit Sitz in New York City. 1996 kehrte er nach Estland zurück und arbeitete bis zu seiner Pensionierung im estnischen Außenministerium.

## Werk
Roos debütierte 1964 mit der Kriminalromanparodie Der Kuhmörder, die als „erster estnischer Poproman“ bezeichnet worden ist. Sein wenige Jahre später erscheinendes Lyrikdebüt wurden wegen seiner sprachlichen Form gelobt, die alle „möglichen und unmöglichen Formen des Estnischen“ verwendete.
Den größten Erfolg erzielte der Autor mit seiner Novellensammlung Esto-Atlantis (1974), worin in sechs in verschiedenen Jahrhunderten angesiedelten Novellen eine „geistreiche Vision der Suche nach Estland, dem verlorenen Vaterland“ entworfen wird: „Scherz und Wahrheit, Parodie und Tragödie verflechten sich zu einer fantasiereichen literarischen Schöpfung. […] Estnische Exilliteratur ‚par excellence‘.“ Dem visionär-parodistischen Stil blieb der Autor auch in seinem Der König der Juden in Tallinn (1978) treu, worin eine Parallele zwischen Jesus und Kalevipoeg, dem estnischen Nationalhelden, gezogen wird.

## Auszeichnungen
- 1998: Orden des Staatswappens (IV. Klasse)

## Bibliografie
- Lehmatapja ('Der Kuhmörder'). Stockholm: Kirjastus Vaba Eesti 1964. 118 S.
- Tallermaa ('Tummelplatz'). Stockholm: Vaba Eesti 1968. 141 S.
- Oma koli, oma voli ('Eigener Kram, eigene Macht'). Lund: A. Roos 1969. 59 S.
- Esto-Atlantis. Stockholm: Välis-Eesti & EMP 1974. 292 S.
- Juutide kuningas Tallinnas ('Der König der Juden in Tallinn'). Rom: Maarjamaa 1978. 95 S.
- Rändamaie ('Auf Wanderschaft'). Lund: s.n. 1982. 100 S.
- Saar, saare, saart. Ood Koipsi saarele ('Die Insel, der Insel, die Insel. Ode an Koipsi'). Tallinn: Faatum 2003. 63 S.
- Haikumaania. Neljas kogu luuletusi ('Haikumanie. Vierte Gedichtsammlung'). Tallinn: Eesti Raamat 2018. 93 S.

### Wissenschaftliches
- Jumalaga, Kars ja Erzurum. Türgi eestlaste elu- ja ajalugu ('Lebwohl, Kars und Erzurum. Biografie und Geschichte der Esten in der Türkei'). Rom: Maarjamaa 1975. 175 S.
- Morfologiska tendenser vid språklig interferens med estniska som bas. Uppsala 1980. 207 S. (Acta Universitatis Upsaliensis. Studia Uralica et Altaica Upsaliensia 12)
- Eesti keeleta eesti kirjandus? ('Estnische Literatur ohne estnische Sprache?'), in: Tulimuld 3/1985, S. 114–122.
- +polema paradigma täieneb, in: Finsk-ugriska småskrifter 9 (1993), S. 27–34.
- Exillitaraturen – en estnisk mission. Lund 1999. 93 S.

### Sonstiges
- Usku peab olema ('Glaube muss sein'. Predigtsammlung). Tallinn: Eesti Kristilik Ministri 1993. 353 S.
- Konsuli kõned 1982–1991 ('Reden eines Konsuls'). Tallinn: S. Roos 1993. 155 S.
- Eesti kergejõustiku pool sajandit paguluses ('Ein halbes Jahrhundert estnische Leichtathletik im Exil'). Tallinn: A. Roos 1998. 167 S.
- Issanda loomaaed ja teisi legende ('Der Tiergarten des Herrn und andere Legenden'). Tallinn: A. Roos 1999. 220 S.